# Aggteleki-karszt és peremterületei
Aggteleki-karszt és peremterületei este o arie protejată (arie specială de conservare — SAC, sit de importanță comunitară — SCI) din Ungaria întinsă pe o suprafață de 23.103,73 ha, integral pe uscat.

## Localizare
Centrul sitului Aggteleki-karszt és peremterületei este situat la coordonatele 48°28′50″N 20°38′15″E / 48.4806°N 20.6375°E.

## Înființare
Situl Aggteleki-karszt és peremterületei a fost declarat sit de importanță comunitară în mai 2004 pentru a proteja 9 specii de plante și 47 de specii de animale. Situl a fost protejat și ca arie specială de conservare în februarie 2010.

## Biodiversitate
Situată în ecoregiunea panonică, aria protejată conține 25 de habitate naturale: Păduri de fag Asperulo-Fagetum, Pajiști uscate europene, Păduri de fag din Europa Centrală dezvoltate pe sol calcaros cu Cephalanthero-Fagion, Peșteri inaccesibile publicului, Mlaștini alcaline, Păduri panonice cu Quercus petraea și Carpinus betulus, Izvoare petrifiante cu formare de travertin (Cratoneurion), Pajiști aluvionare inundabile, de Cnidion dubii, Liziere de ierburi înalte hidrofile de câmpie și de nivel montan până la alpin, Păduri pe pante, grohotișuri și ravene de Tilio-Acerion, Pante stâncoase calcaroase cu vegetație casmofită, Pajiști stepice subpanonice, Păduri aluvionare cu Alnus glutinosa și Fraxinus excelsior (Alno-Padion, Alnion incanae, Salicion albae), Păduri panonice-balcanice de stejar turcesc - stejar sesil, Păduri panonice cu Quercus pubescens, Tufărișuri subcontinentale peripanonice, Pajiști cu Molinia pe soluri calcaroase, turboase sau argilos-nămoloase (Molinion caeruleae), Pajiști uscate seminaturale și facies de acoperire cu tufișuri pe substraturi calcaroase (Festuco-Brometalia) (* situri importante pentru orhidee), Ape stătătoare oligotrofe până la mezotrofe, cu vegetație de Littorelletea uniflorae și/sau de Isoëto-Nanojuncetea, Fânețe de joasă altitudine (Alopecurus pratensis, Sanguisorba officinalis), Pajiști panonice carstice (Stipo-Festucetalia pallentis), Formațiuni de Juniperus communis pe lande sau pajiști calcaroase, Pajiști carstice calcaroase sau bazofile, de Alysso-Sedion albi, Fânețe montane, Lacuri eutrofice naturale cu vegetație de tip Magnopotamion sau Hydrocharition.
La baza desemnării sitului se află mai multe specii protejate:
- plante (9): clopțelul cu frunze de crin (Adenophora lilifolia), papucul doamnei (Cypripedium calceolus), Dracocephalum austriacum, Echium russicum, Eleocharis carniolica, Himantoglossum caprinum, Onosma tornensis, sisinei (Pulsatilla grandis), Thlaspi jankae
- amfibieni (3): buhai de baltă cu burta roșie (Bombina bombina), izvoraș-cu-burta-galbenă (Bombina variegata), triton cu creastă (Triturus cristatus)
- mamifere (13): liliac cârn (Barbastella barbastellus), lupul (Canis lupus), râs eurasiatic (Lynx lynx), liliac cu aripi lungi (Miniopterus schreibersii), liliac cu urechi mari (Myotis bechsteinii), liliac cu urechi de șoarece (Myotis blythii), liliac de iaz (Myotis dasycneme), liliac cărămiziu (Myotis emarginatus), liliac comun (Myotis myotis), liliacul mediteranean cu potcoavă (Rhinolophus euryale), liliacul mare cu potcoavă (Rhinolophus ferrumequinum), liliacul mic cu potcoavă (Rhinolophus hipposideros), popândău (Spermophilus citellus)
- nevertebrate (26): Bolbelasmus unicornis, croitorul mare al stejarului (Cerambyx cerdo), Coenagrion ornatum, Cordulegaster heros, Cucujus cinnaberinus, orthosia schmidtii (Dioszeghyana schmidtii), Duvalius hungaricus, Erannis ankeraria, fluturele de noapte (Eriogaster catax), Euplagia quadripunctaria, Hypodryas maturna, libelule (Leucorrhinia pectoralis), Limoniscus violaceus, rădașcă (Lucanus cervus), fluturele purpuriu (Lycaena dispar), Maculinea teleius, croitorul cenușiu al stejarului (Morimus funereus), Osmoderma eremita, Paracaloptenus caloptenoides, Pholidoptera transsylvanica, Rosalia alpina, bythinella pannonica (Sadleriana pannonica), Stenobothrus eurasius, Unio crassus, Vertigo angustior, Vertigo moulinsiana
- pești (5): Barbus meridionalis, zvârluga (Cobitis taenia), Eudontomyzon spp., țipar (Misgurnus fossilis), boarță (Rhodeus sericeus amarus)

Pe lângă speciile protejate, pe teritoriul sitului au mai fost identificate 73 de specii de plante, 9 specii de amfibieni, 9 specii de mamifere, 71 de specii de nevertebrate, 7 specii de reptile.